# サミティウェート病院
サミティヴェート病院（Samitivej Hospitals）は、タイにあるバンコク・ドゥシット・メディカル・サービシーズが経営を行う私立グループ病院である。1979年にバンコク・ワッタナー区のトンロー地区 （ スクムウィット通り・ソイ49) に創設。最新の医療機器を完備し、東南アジア地区において一流の私立病院である。バンコク都内東部スワンルワン区シーナカリン通りとチョンブリー県シーラーチャーにも分院があり、スワンナプーム国際空港に診療所がある。 

## サミティヴェート・スクムウィット病院
多くの日本人が居住するバンコク都中心地区スクムウィット通りの近くにあることから、日本人の受診者が多いことで知られる。入院用病室が270室、診察室は外来用が45室である。救急救命対応も行っている。

## サミティヴェート・シーナカリン病院
バンコク都東部スワンルワン区シーナカリン通りに位置し、300床以上の病室を持つ。

### 所在地
488 Srinakarin Road, Suanluang, Bangkok 10250

488 ถนนศรีนครินทร์ สวนหลวง กรุงเทพฯ 10250

## サミティヴェート・シーナカリン子ども病院
2003年7月開業したタイ初で、最大の子ども病院。シーナカリン病院の3階に位置し、子どもの健康管理、予防接種、育児相談などを行っている。緊急時の小児緊急医療にも対応しており、新生児集中治療室、小児集中治療室を持つ。

### 所在地
Samitivej Srinakarin Hospital 3F,
488 Srinakarin Road, Suanluang, Bangkok 10250

ชั้น 3 โรงพยาบาลสมิติเวชศรีนครินทร์ 488 ถ.ศรีนครินทร์ แขวง/เขตสวนหลวง กทม. 10250

## サミティヴェート・シーラーチャー病院
ベッド数150床の総合病院。高度医療設備は整っている。医師とは英語で会話ができる。日本語通訳もいる。

### 所在地
Soi Laemket, Jermompol Rd., Sriracha, Chonburi 20110, Thailand

8 ซ.แหลมเกตุ ถนนเจิมจอมพล เขตศรีราชา จังหวัดชลบุรี 20110 

## スワンナプーム国際空港診療所
サミティヴェート・シーナカリン病院が運営する空港内診療所。

### 所在地
スワンナプーム国際空港 Ｄコンコース ゲートD6

## 国際対応
タイの医療ツーリズムの拠点病院として機能しており、世界水準の高医療施設と英語、日本語を含む多言語通訳を持つ。